# Бјеш
Бјеш (фр. Buëch) река је у југоисточној Француској и десна притока реке Диранс. Њен извор је у Дофинским Алпима, близу врха Гранд Феранда. Она тече углавном јужно, у департману Горњи Алпи, и улива се у Диранс у Систерону. 